# Street Smart
Street Smart é um filme norte-americano de 1987, do gênero suspense, dirigido por Jerry Schatzberg  e estrelado por Christopher Reeve e Morgan Freeman.

## Sinopse
O jornalista Jonathan Fisher torna-se uma celebridade ao escrever uma reportagem sobre a vida e os crimes de um cafetão -- totalmente fictícia. Porém, a polícia é levada a acreditar que Jonathan se refere a Fast Black, um conhecido profissional da prostituição, e o prende quando Jonathan se recusa a entregar suas provas. O próprio Fast Black acredita que ele é o alvo da matéria e tenta silenciar o incauto profissional da imprensa.

## Principais premiações
| Patrocinador                                            | Prêmio       | Categoria                                                                       | Situação          |
| ------------------------------------------------------- | ------------ | ------------------------------------------------------------------------------- | ----------------- |
| Academia de Artes e Ciências Cinematográficas           | Oscar        | Melhor Ator Coadjuvante (Morgan Freeman)                                        | Indicado          |
| Associação de Correspondentes Estrangeiros de Hollywood | Golden Globe | Melhor Ator Coadjuvante - Cinema (Morgan Freeman)                               | Indicado          |
| Film Independent                                        | Spirit       | Melhor Ator Coadjuvante (Morgan Freeman) Melhor Atriz Coadjuvante (Kathy Baker) | Vencedor Indicado |
| New York Film Critics Circle Awards                     | NYFCC        | Melhor Ator Coadjuvante (Morgan Freeman)                                        | Vencedor          |

## Elenco
| Ator/Atriz          | Personagem      |
| ------------------- | --------------- |
| Christopher Reeve   | Jonathan Fisher |
| Morgan Freeman      | Fast Black      |
| Kathy Baker         | Punchy          |
| Mimi Rogers         | Alison Parker   |
| Jay Patterson       | Leonard Pike    |
| Anna Maria Horsford | Harriet         |
| Frederick Rolf      | Joel Davis      |